# 兎眼
兎眼（とがん、lagophthalmos）とは、瞼が完全に閉じることができない症状を言う。
まばたきは、涙液の薄い膜で眼を覆い、眼の外側の細胞に必要な湿潤環境をもたらす。涙は、異物を洗い流すとともに、排泄する役割を持つ。この作用は、潤滑を保ち、眼の健康に欠かせないことである。もしこのメカニズムに障害が起こるならば、兎眼に見られるように、眼が傷つけられ、細菌に感染しやすくなる。それゆえ、兎眼は、角膜乾燥と角膜潰瘍を引き起こすものである。